# Пливање на Летњим олимпијским играма 2020 — 800 м слободно за мушкарце
Пливачке трке у дисциплини 800 метара слободним стилом за мушкарце на Летњим олимпијским играма 2020. одржане су 27. јула (квалификације) и 29. јула (финале) 2021. у Олимпијском базену у Токију. Било је то прво олимпијско такмичење у овој дисциплини у историји након више од сто година и премијерне трке на 880 јарди на Олимпијским играма 1904. у Сент Луису. 
Учестовала су 33 такмичара из 28 земаља, а само такмичење се одвијало у два дела који су чиниле квалификације и финале.
Титулу првог олимпијског победника у овој дисциплини освојио је амерички репрезентативац Роберт Финк који је у финалу испливао време новог националног рекорда од 7:41,87 минута. Сребрна медаља је припала репрезентативцу Италије Грегорију Палтринијерију, док је бронзу освојио Украјинац Михајло Романчук. Српски пливач Вук Челић је такмичење завршио на званично последњем 33. месту. 

## Освајачи медаља
|                   | Резултат |                             | Резултат |                        | Резултат |
|                   |          |                             |          |                        |          |
| Роберт Финк (USA) | 7:41,87  | Грегорио Палтринијери (ITA) | 7:42,11  | Михајло Романчук (UKR) | 7:42,33  |

## Рекорди
Уочи почетка трка у овој дисциплини важили су следећи светски и олимпијски рекорди:
| Светски рекорд СР    | Џанг Лин  | 7:32,12 | Рим (Италија)   | 29. јул 2009.      |
| Олимпијски рекорд ОР | Емил Рауш | 13:11,4 | Сент Луис (САД) | 7. септембар 1904. |

Током квалификација је испливан нови олимпијски рекорд у овој дисицплини, али и неколико националних рекорда. 
| Рекорд               | Име                    | Резултат | Датум         |
| -------------------- | ---------------------- | -------- | ------------- |
| Олимпијски рекорд ОР | Михајло Романчук (УКР) | 7:41,28  | 27. јул 2021. |

## Квалификационе норме
Квалификациона олимпијска норма за учешће у овој дисциплини је била 7:54,31 минута и сви пливачи који су у квалификационом периоду испливали трку у овом времену су се директно квалификовали. Свака појединачна земља је могла да пријави максимално два такмичара са испуњеном квалификационом нормом. Олимпијска Б норма или олимпијско селекционо време је износило 8:08,54 минута и преко њега је могао да се квалификује само по један пливач по држави. Један мањи део учесника је обезбедио свој наступ на ОИ преко специјалних позивница МОК-а и ФИНА-е.

## Резултати квалификација
Квалификационе трке на 800 метара слободним стилом су одржане у вечерњем делу програма 27. јула 2021. са почетком од 20:17 часова по локалном времену. У квалификацијама је наступило 33 пливача из 28 земаља. Пливало се у 5 квалификационих трка, а директан пласман у финале остварило је 8 пливача са најбољим временима квалификација.
| Плас. | Трка | Стаза | Пливач                  | НОК                       | Време   | Нап.      |
| ----- | ---- | ----- | ----------------------- | ------------------------- | ------- | --------- |
| 1.    | 4    | 5     | Михајло Романчук        | Украјина                  | 7:41,28 | КВ, ОР НР |
| 2.    | 4    | 3     | Флоријан Велброк        | Немачка                   | 7:41,77 | КВ НР     |
| 3.    | 4    | 7     | Роберт Финк             | Сједињене Америчке Државе | 7:42,72 | КВ НР     |
| 4.    | 5    | 2     | Феликс Аубек            | Аустрија                  | 7:45,73 | КВ НР     |
| 5.    | 5    | 7     | Гиљерме Коста           | Бразил                    | 7:46,09 | КВ KР     |
| 6.    | 5    | 3     | Џек Маклафлин           | Аустралија                | 7:46,94 | КВ        |
| 7.    | 4    | 2     | Сергеј Фролов           | Украјина                  | 7:47,67 | КВ        |
| 8.    | 5    | 4     | Грегорио Палтринијери   | Италија                   | 7:47,73 | КВ        |
| 9.    | 4    | 4     | Хенрик Кристијансен     | Норвешка                  | 7:48,37 |           |
| 10.   | 4    | 6     | Ахмед Хафнауи           | Тунис                     | 7:49,14 |           |
| 10.   | 1    | 4     | Виктор Јохансон         | Шведска                   | 7:49,14 | НР        |
| 12.   | 5    | 6     | Габриеле Дети           | Италија                   | 7:49,47 |           |
| 13.   | 5    | 1     | Александар Јегоров      | Русија*                   | 7:49,97 |           |
| 14.   | 3    | 8     | Данијел Вифен           | Ирска                     | 7:51,65 | НР        |
| 15.   | 3    | 5     | Алфонсо Местре          | Венецуела                 | 7:52,07 |           |
| 16.   | 3    | 7     | Марван ел Камаш         | Египат                    | 7:52,76 |           |
| 17.   | 4    | 8     | Мајкл Бринегар          | Сједињене Америчке Државе | 7:53,00 |           |
| 18.   | 2    | 6     | Зак Рид                 | Нови Зеланд               | 7:53,06 | НР        |
| 19.   | 3    | 1     | Александар Нергорд      | Данска                    | 7:53,50 |           |
| 20.   | 2    | 5     | Нгујен Хуј Хоанг        | Вијетнам                  | 7:54,16 |           |
| 21.   | 4    | 1     | Антон Ипсен             | Данска                    | 7:54,98 |           |
| 22.   | 2    | 1     | Акош Калмар             | Мађарска                  | 7:55,85 |           |
| 23.   | 2    | 4     | Жозе Пауло Лопес        | Португалија               | 7:56,15 |           |
| 24.   | 3    | 6     | Јигит Аслан             | Турска                    | 7:56,18 |           |
| 25.   | 3    | 4     | Киран Берд              | Уједињено Краљевство      | 7:57,53 |           |
| 26.   | 2    | 3     | Димитриос Маркос        | Грчка                     | 7:58,68 |           |
| 27.   | 2    | 7     | Ченг Лонг               | Кина                      | 7:58,71 |           |
| 28.   | 5    | 8     | Јан Мицка               | Чешка                     | 7:59,04 |           |
| 29.   | 5    | 5     | Давид Обри              | Француска                 | 8:00,16 |           |
| 30.   | 3    | 2     | Иља Дружињин            | Русија*                   | 8:01,47 |           |
| 31.   | 1    | 3     | Марсело Акоста          | Салвадор                  | 8:03,01 |           |
| 32.   | 1    | 5     | Мартин Бау              | Словенија                 | 8:04,79 |           |
| 33.   | 2    | 2     | Вук Челић               | Србија                    | 8:04,85 |           |
| 34    | 3    | 3     | Константинос Енглезакис | Грчка                     | НН      |           |

## Резултати финала
Финална трка је пливане у 29. јула, у јутарњем делу програма са почетком од 10:30 часова по локалном времену.
| Плас. | Стаза | Пливачи               | НОК                       | Време   | Нап. |
| ----- | ----- | --------------------- | ------------------------- | ------- | ---- |
|       | 3     | Роберт Финк           | Сједињене Америчке Државе | 7:41,87 | НР   |
|       | 8     | Грегорио Палтринијери | Италија                   | 7:42,11 |      |
|       | 4     | Михајло Романчук      | Украјина                  | 7:42,33 |      |
| 4.    | 5     | Флоријан Велброк      | Немачка                   | 7:42,68 |      |
| 5.    | 7     | Џак Маклафлин         | Аустралија                | 7:45,00 |      |
| 6.    | 1     | Сергеј Фролов         | Украјина                  | 7:45,11 |      |
| 7.    | 6     | Феликс Аубек          | Аустрија                  | 7:49,14 |      |
| 8.    | 2     | Гиљерме Коста         | Бразил                    | 7:53,31 |      |